# Volta a la Comunitat Valenciana 2007
La Volta a la Comunitat Valenciana 2007, sessantacinquesima edizione della corsa, si svolse in cinque tappe dal 27 febbraio al 3 marzo 2007, per un percorso totale di 774 km. Fu vinto dallo spagnolo Alejandro Valverde che terminò la gara in 18h07'02"

## Percorso
La pedalata d'inizio fu data ad Alzira, mentre la seconda ebbe luogo intorno alla cittadina di Calpe e la terza prese il via a Villareal. La quarta frazione, che risultò decisiva per la vittoria finale, partiva ad Albaida ed arrivava in salita all'Alto del Campello, ascesa di Prima Categoria situata nel territorio comunale di Vallada. Come tradizione, la quinta ed ultima tappa partì e si concluse nelle strade di Valencia.

## Tappe
| Tappa  | Data        | Percorso                   | km    | Vincitore di tappa  | Leader cl. generale |
| ------ | ----------- | -------------------------- | ----- | ------------------- | ------------------- |
| 1ª     | 27 febbraio | Alzira > Alzira            | 162,7 | Daniele Bennati     | Daniele Bennati     |
| 2ª     | 28 febbraio | Calp > Calp                | 148,2 | Alessandro Petacchi | Alessandro Petacchi |
| 3ª     | 1º marzo    | Villarreal > Villarreal    | 151,8 | Daniele Bennati     | Daniele Bennati     |
| 4ª     | 2 marzo     | Albaida > Alt Del Campello | 162   | Alberto Contador    | Alejandro Valverde  |
| 5ª     | 3 marzo     | Valencia > Valencia        | 146,9 | Daniele Bennati     | Alejandro Valverde  |
| Totale | Totale      | Totale                     | 774   |                     |                     |

## Squadre e corridori partecipanti
Oltre 140 corridori appartenenti a 18 diverse squadre presero parte alla corsa.
| N.    | Cod. | Squadra              |
| ----- | ---- | -------------------- |
| 1-8   | GCE  | Caisse d'Epargne     |
| 11-18 | AST  | Astana               |
| 21-28 | DSC  | Discovery Channel    |
| 31-38 | RAB  | Rabobank             |
| 41-48 | MRM  | Team Milram          |
| 51-58 | EUS  | Euskaltel-Euskadi    |
| 61-68 | LAM  | Lampre-Fondital      |
| 71-78 | CSC  | Team CSC             |
| 81-88 | SDV  | Saunier Duval-Prodir |

| N.      | Cod. | Squadra                    |
| ------- | ---- | -------------------------- |
| 91-98   | BTL  | Bouygues Telecom           |
| 101-108 | FTV  | Fuerteventura-Canarias     |
| 111-118 | KGZ  | Karpin-Galicia             |
| 121-128 | REG  | Relax-Gam                  |
| 131-138 | LPR  | Team LPR                   |
| 141-148 | ACA  | Andalucia-Caja Sur         |
| 151-158 | PAN  | Ceramiche Panaria-Navigare |
| 161-168 | SLB  | Sporting Lisboa-Benfica    |
| 171-178 | GNM  | Grupo Nicolás Mateos       |

## Dettagli delle tappe

### 1ª tappa
- 27 febbraio: Alzira > Alzira  – 162,7 km

Risultati
| Pos. | Corridore           | Squadra      | Tempo    |
| ---- | ------------------- | ------------ | -------- |
| 1    | Daniele Bennati     | Lampre       | 3h34'31" |
| 2    | Alessandro Petacchi | Team Milram  | s.t.     |
| 3    | Vicente Reynés      | C. d'Epargne | s.t.     |

| Pos. | Corridore           | Squadra       | Tempo    |
| ---- | ------------------- | ------------- | -------- |
| 1    | Daniele Bennati     | Lampre        | 3h34'21" |
| 2    | Alessandro Petacchi | Team Milram   | a 4"     |
| 3    | Thomas Voeckler     | Bouygues Tel. | s.t.     |

Descrizione e riassunto
La tappa inaugurale venne vinta dall'Italiano Daniele Bennati (Lampre), primo nella volata di gruppo davanti al connazionale Alessandro Petacchi (Team Milram). La tappa, a cui non poté partecipare, a causa di un tasso di ematocrito troppo alto, Paride Grillo (Panaria), vide la lunga fuga di Emanuele Sella (Panaria), dello spagnolo Adrián Palomares (Fuertventura) e del francese Thomas Voeckler (Bouygues Telecom). Scattati sull'unica salita, i tre accumularono un vantaggio di oltre sette minuti, ma vennero raggiunti dal gruppo a 18 (Voeckler, preso prima in seguito ad una caduta) e 11 (gli altri due) chilometri dall'arrivo. Nell'ultima fase Petacchi forò e rimase staccato. Lo sprinter spezzino riguadagnò velocemente il gruppo, ma gli sforzi di tale rimonta si fecero sentire sul rettilineo d'arrivo, ove perse del rivale.

### 2ª tappa
- 28 febbraio: Calp > Calp – 148,2 km

Risultati
| Pos. | Corridore           | Squadra      | Tempo    |
| ---- | ------------------- | ------------ | -------- |
| 1    | Alessandro Petacchi | Team Milram  | 3h38'19" |
| 2    | Vicente Reynés      | C. d'Epargne | s.t.     |
| 3    | Daniele Bennati     | Lampre       | s.t.     |

| Pos. | Corridore           | Squadra      | Tempo    |
| ---- | ------------------- | ------------ | -------- |
| 1    | Alessandro Petacchi | Team Milram  | 7h12'34" |
| 2    | Daniele Bennati     | Lampre       | a 2"     |
| 3    | Vicente Reynés      | C. d'Epargne | a 6"     |

Descrizione e riassunto
Immediato riscatto di Alessandro Petacchi (Team Milram), vincitore in volata davanti a Reynés e Bennati sul traguardo di Calpe, dove aveva già trionfato due volte. Tre spagnoli (Serafin Martínez, José Ruiz e Raul Alarcón) ed un italiano (Luca Solari) andarono in fuga dalle primissime battute. Il gruppo, trainato dagli uomini della Lampre, li riprese sull'ultima salita, a circa 20 km dall'arrivo. Un paio di inutili attacchi nella discesa verso Calpe, e poi entrò in azione la Milram che porta Petacchi fino all'ultima curva a 200 metri dall'arrivo. La Lampre, dopo avere lavorato tutto il giorno, perse tappa e maglia gialla.

### 3ª tappa
- 1º marzo: Villarreal > Villarreal – 151,8 km

Risultati
| Pos. | Corridore           | Squadra      | Tempo    |
| ---- | ------------------- | ------------ | -------- |
| 1    | Daniele Bennati     | Lampre       | 3h33'30" |
| 2    | Alessandro Petacchi | Team Milram  | s.t.     |
| 3    | Vicente Reynés      | C. d'Epargne | s.t.     |

| Pos. | Corridore           | Squadra      | Tempo     |
| ---- | ------------------- | ------------ | --------- |
| 1    | Daniele Bennati     | Lampre       | 10h45'56" |
| 2    | Alessandro Petacchi | Team Milram  | a 2"      |
| 3    | Vicente Reynés      | C. d'Epargne | a 14"     |

Descrizione e riassunto
Terza tappa, terza volata e terzo duello tra Daniele Bennati ed Alessandro Petacchi. La frazione con partenza ed arrivo a Villareal vide gli spagnoli David De La Fuente, Joseba Zubeldia e Juan Carlos Cariñena in fuga dopo 27 km. L'ultimo dei tre venne ripreso dal gruppo, dove Lampre e Team Milram collaborano, dopo circa un'ora e mezza. Gli altri resistettero fino ad una dozzina di chilometri dall'arrivo. Una caduta all'ultimo chilometro fratturò il gruppo e lasciò solo una decina di corridori in testa, tra cui Petacchi e Bennati, ma pochissimi dei loro compagni. La volata che seguì fu atipica, ma la vittoria di Bennati, che si riprese la maglia gialla, fu netta.

### 4ª tappa
- 2 marzo: Albaida > Alt Del Campello – 162 km

Risultati
| Pos. | Corridore          | Squadra       | Tempo    |
| ---- | ------------------ | ------------- | -------- |
| 1    | Alberto Contador   | Discovery Ch. | 4h04'49" |
| 2    | Alejandro Valverde | C. d'Epargne  | a 13"    |
| 3    | Tadej Valjavec     | Lampre        | s.t.     |

| Pos. | Corridore          | Squadra      | Tempo     |
| ---- | ------------------ | ------------ | --------- |
| 1    | Alejandro Valverde | C. d'Epargne | 14h51'16" |
| 2    | Tadej Valjavec     | Lampre       | a 2"      |
| 3    | Fränk Schleck      | Team CSC     | a 6"      |

Descrizione e riassunto
Gli spagnoli tornarono protagonisti nel "tappone" con sette Gran Premi della Montagna e l'unico arrivo in salita. Primo in vetta all'Alt de Campello fu Alberto Contador (Discovery Channel), che precedette di tredici secondi un gruppetto regolato da Alejandro Valverde (Caisse d'Epargne), il quale conquistò la maglia gialla con un piccolo margine su Tadej Valjavec. I cinque fuggitivi di giornata (David Muñoz, David De La Fuente, Gorka Verdugo, Pablo Lastras e Oscar Sevilla) vennero ripresi ai piedi dell'ultima salita, lunga quattro chilometri. Sui primi tornanti attaccò uno scatenato Damiano Cunego, ma l'azione del veronese si esaurì a metà strada, più o meno dove Contador fece invece la mossa vincente. Il corridore iberico partì in solitario e fece il vuoto, vincendo la tappa.

### 5ª tappa
- 3 marzo: Valencia > Valencia – 146,9 km

Risultati
| Pos. | Corridore           | Squadra     | Tempo    |
| ---- | ------------------- | ----------- | -------- |
| 1    | Daniele Bennati     | Lampre      | 4h04'49" |
| 2    | Alessandro Petacchi | Team Milram | s.t.     |
| 3    | Claudio Corioni     | Lampre      | s.t.     |

| Pos. | Corridore          | Squadra      | Tempo     |
| ---- | ------------------ | ------------ | --------- |
| 1    | Alejandro Valverde | C. d'Epargne | 18h07'02" |
| 2    | Tadej Valjavec     | Lampre       | a 8"      |
| 3    | Fränk Schleck      | Team CSC     | a 12"     |

Descrizione e riassunto
Daniele Bennati sigillò la corsa con la terza volata vincente in cinque giorni ed ancora ai danni di Alessandro Petacchi. Lo spagnolo Alejandro Valverde, con l'aiuto dei compagni, si mise al riparo da ogni rischio e si aggiudicò la vittoria finale, tornando sul gradino più alto del podio dopo tre anni. Il corridore locale David Bernabeu scattò con altri quattro nella prime fasi della tappa, e per alcuni minuti diventò leader virtuale della classifica. Un'illusione di breve durata però: il gruppo li riprese al chilometro 92. Dopo un ultimo tentativo da parte dei semi-sconosciuti Ramon Sobrino e Raul Alarcón, si arrivò alla volata, ed all'ennesima vittoria del giovane velocista della Lampre, squadra che piazzò anche Claudio Corioni al terzo posto.

## Evoluzione delle classifiche
| Tappa              | Vincitore           | Classifica generale Maglia gialla | Classifica a punti Maglia arancione | Classifica scalatori Maglia blu | Classifica combinata Maglia verde | Classifica a squadre      |
| ------------------ | ------------------- | --------------------------------- | ----------------------------------- | ------------------------------- | --------------------------------- | ------------------------- |
| 1ª                 | Daniele Bennati     | Daniele Bennati                   | Daniele Bennati                     | Thomas Voeckler                 | Thomas Voeckler                   | Ceramica Panaria-Navigare |
| 2ª                 | Alessandro Petacchi | Alessandro Petacchi               | Alessandro Petacchi                 | José Ruiz                       | Thomas Voeckler                   | Caisse d'Epargne          |
| 3ª                 | Daniele Bennati     | Daniele Bennati                   | Daniele Bennati                     | David De La Fuente              | David De La Fuente                | Caisse d'Epargne          |
| 4ª                 | Alberto Contador    | Alejandro Valverde                | Daniele Bennati                     | David De La Fuente              | Alejandro Valverde                | Lampre-Fondital           |
| 5ª                 | Daniele Bennati     | Alejandro Valverde                | Daniele Bennati                     | David De La Fuente              | Alejandro Valverde                | Lampre-Fondital           |
| Classifiche finali | Classifiche finali  | Alejandro Valverde                | Daniele Bennati                     | David De La Fuente              | Alejandro Valverde                | Lampre-Fondital           |

## Classifiche finali

### Classifica generale - Maglia gialla
| Pos. | Corridore          | Squadra       | Tempo     |
| ---- | ------------------ | ------------- | --------- |
| 1    | Alejandro Valverde | C. d'Epargne  | 18h07'02" |
| 2    | Tadej Valjavec     | Lampre        | a 8"      |
| 3    | Fränk Schleck      | Team CSC      | a 12"     |
| 4    | Janez Brajkovič    | Discovery Ch. | a 14"     |
| 5    | José Miguel Elias  | Relax-Gam     | a 16"     |
| 6    | Thomas Voeckler    | Bouygues Tel. | a 17"     |
| 7    | Luis León Sánchez  | C. d'Epargne  | a 19"     |
| 8    | Patxi Vila         | Lampre        | a 20"     |
| 9    | Emanuele Sella     | Panaria       | a 21"     |
| 10   | Mikel Astarloza    | Euskaltel     | a 23"     |

### Classifica a punti
| Pos. | Corridore           | Squadra         | Punti |
| ---- | ------------------- | --------------- | ----- |
| 1    | Daniele Bennati     | Lampre          | 92    |
| 2    | Alessandro Petacchi | Team Milram     | 85    |
| 3    | Vicente Reynés      | C. d'Epargne    | 49    |
| 4    | Javier Benitez      | Sporting Lisboa | 49    |
| 5    | Alejandro Valverde  | C. d'Epargne    | 40    |

### Classifica scalatori
| Pos. | Corridore          | Squadra       | Punti |
| ---- | ------------------ | ------------- | ----- |
| 1    | David De La Fuente | Saunier Duval | 34    |
| 2    | Raúl Alarcón       | Saunier Duval | 14    |
| 3    | José Ruiz          | Andalucia     | 13    |
| 4    | Alberto Contador   | Discovery Ch. | 10    |
| 5    | Alejandro Valverde | C. d'Epargne  | 10    |

### Classifica combinata
| Pos. | Corridore          | Squadra       | Punti |
| ---- | ------------------ | ------------- | ----- |
| 1    | Alejandro Valverde | C. d'Epargne  | 11    |
| 2    | Fränk Schleck      | Team CSC      | 25    |
| 3    | Tadej Valjavec     | Lampre        | 27    |
| 4    | Janez Brajkovič    | Discovery Ch. | 35    |
| 5    | Thomas Voeckler    | Bouygues Tel. | 40    |

### Classifica a squadre
| Pos. | Squadra           | Tempo     |
| ---- | ----------------- | --------- |
| 1    | Lampre-Fondital   | 54h22'08" |
| 2    | Caisse d'Epargne  | a 6"      |
| 3    | Relax-GAM         | a 41"     |
| 4    | Euskaltel-Euskadi | a 48"     |
| 5    | Team CSC          | a 57"     |